# Проект „Алманах“
Проект „Алманах“ (на английски: Project Almanac) е американски научнофантастичен филм на режисьора Дийн Изрелайт от 2015 г.

## Сюжет
„Проект „Алманах“ разказва за група тийнейджъри, водена от Дейвид Раскин, който открива плановете на машина на времето на починалия му баща. Те сглобяват устройството и променяйки част от ученическите си несгоди, се сблъскват с неочаквани и опасни последици.